# Meloxicam
Il  meloxicam  è un farmaco antinfiammatorio FANS, appartenente alla classe degli oxicam, e utilizzato in clinica per ridurre il dolore e la flogosi nelle malattie muscoloscheletriche. Il farmaco agisce inibendo preferenzialmente la cicloossigenasi di tipo 2 (COX-2).

## Farmacodinamica
Il meloxicam ha proprietà analgesiche e antipiretiche. L'esatto meccanismo di azione non è noto, ma probabilmente funziona come per altri fans basati sulla inibizione della sintesi delle prostaglandine, che sono noti mediatori del processo infiammatorio.

## Farmacocinetica
Dopo somministrazione orale il meloxicam viene ben assorbito nel tratto gastrointestinale e si distribuisce rapidamente nei diversi tessuti biologici. La biodisponibilità assoluta del farmaco è elevata, pari a circa l'89%. La massima concentrazione plasmatica viene raggiunta tra le 3 e le 6 ore a seconda della preparazione farmaceutica (rispettivamente sospensione o compresse). Dopo somministrazioni multiple lo steady state è raggiunto in 3-5 giorni. Il legame con le proteine plasmatiche, e in particolare con l'albumina, è elevato e pari al 99%. Nel liquido sinoviale meloxicam raggiunge concentrazioni pari a circa il 50% di quelle plasmatiche. Il volume di distribuzione è basso, circa 11 L. L'emivita plasmatica del farmaco si aggira intorno alle 20 ore. Meloxicam viene metabolizzato a livello epatico da parte dell'isoenzima CYP 2C9 e in parte anche dell'isoenzima CYP 3A4. Il metabolita principale è il 5'-carbossimeloxicam. Meloxicam è escreto soprattutto sotto forma di metaboliti nelle urine e nelle feci.

## Usi clinici
Viene utilizzato come trattamento sintomatico di breve durata nei soggetti affetti da osteoartrosi e artriti, e nel trattamento sintomatico a lungo termine nei soggetti affetti da artrite reumatoide o spondilite anchilosante. In letteratura è ampiamente documentato anche il suo utilizzo nel caso di dolore moderato, ad esempio nelle odontalgie (mal di denti) anche secondarie a interventi chirurgici o nella dismenorrea.

## Effetti collaterali e indesiderati
Gli effetti avversi più frequenti in corso di trattamento con meloxicam sono di natura gastrointestinale e comprendono dispepsia, nausea e vomito, dolore addominale, flatulenza, costipazione oppure diarrea. Più raramente sono segnalate stomatite ulcerativa, esofagite, ulcera peptica, emorragia gastrointestinale. Altri effetti possibili sono prurito, rash cutanei, edema degli arti inferiori, capogiro, vertigini, insonnia, cefalea. Più raramente l'uso del farmaco può associarsi a broncospasmo e alla insorgenza di attacchi di asma.
In rari casi la somministrazione di meloxicam è associata a gravi reazioni cutanee quali sindrome di Stevens-Johnson, dermatite esfoliativa e necrolisi epidermica tossica. Tali eventi possono verificarsi in particolare all'inizio del trattamento.

## Controindicazioni
Il farmaco è controindicato nei soggetti con ipersensibilità nota al principio attivo e nel terzo trimestre di gravidanza e nelle donne che allattano. Ulteriore controindicazione è rappresentata da una storia positiva per ulcera gastrointestinale o emorragie gastrointestinali ricorrenti (almeno due episodi distinti e comprovati), da una grave insufficienza epatica o renale, da una grave insufficienza cardiaca. Il farmaco è controindicato anche in età pediatrica.

## Dosi terapeutiche
Negli stati acuti dolorosi è bene incominciare con 7,5 mg al giorno e, in assenza di miglioramento, la dose può essere aumentata fino a 15 mg. In genere nei soggetti affetti da artrite reumatoide o spondilite anchilosante il dosaggio d'attacco è di 15 mg al giorno. Tale dosaggio in caso di buona risposta può essere ridotto a 7,5 mg al giorno.

## Gravidanza e allattamento
La somministrazione di meloxicam in corso di gravidanza può comportare un aumento del rischio di aborto spontaneo e di tossicità embrionale e fetale, in particolare di malformazioni cardiache e gastroschisi). Il rischio di tossicità fetale aumenta con l'aumentare del dosaggio e la durata del trattamento.
La somministrazione di meloxicam durante il terzo trimestre di gravidanza è associata a ipertensione polmonare e chiusura prematura del dotto arterioso, a insufficienza renale fino a comparsa di oligoidramnios. La somministrazione del farmaco al termine della gravidanza può causare ritardo del parto o prolungamento del travaglio per inibizione delle contrazioni uterine e a prolungamento del tempo di sanguinamento.

## Precauzioni d'uso e avvertenze
In caso di trattamento prolungato è bene monitorare i segni di un'eventuale tossicità da meloxicam. Il rischio di eventi cardiovascolari aumenta con l'uso prolungato dei FANS e nei pazienti con cardiopatia. Per tale motivo nelle terapie sintomatiche i FANS devono essere utilizzati al dosaggio minimo efficace e per la durata più breve possibile. Inoltre nei pazienti anziani è bene valutare un'eventuale riduzione della dose del farmaco.

Inoltre è bene monitorare la funzionalità renale per il rischio di indurre scompenso in caso di insufficienza renale latente a causa dell'azione sulle prostaglandine renali esercitata dai FANS. Nei pazienti con ridotto volume plasmatico e ridotta perfusione renale, quest'ultima è infatti sostenuta in parte dalle prostaglandine renali.
La comparsa di tossicità gastrointestinale (perforazione, ulcerazione, sanguinamento) può verificarsi in qualsiasi momento in corso di terapia con meloxicam ed è favorita dalla terapia concomitante con corticosteroidi o anticoagulanti, nonché dalla terapia cronica con fans, tabagismo, dall'età avanzata, e dal consumo di alcool.. In tali situazioni cliniche è bene valutare l'opportunità di una terapia concomitante con farmaci gastroprotettori: ranitidina e simili, inibitori della pompa protonica oppure misoprostolo).
Meloxicam è stato associato negli studi clinici a un aumento del rischio cardiovascolare (infarto miocardico e ictus) soprattutto nel primo mese di esposizione al farmaco. Le Linee Guida pubblicate dalla FDA relative all'impiego dei FANS evidenziano un aumento del rischio di infarto miocardico e ictus in seguito all'uso prolungato dei FANS e in caso di pregressa cardiopatia e ne controindicano la somministrazione immediatamente prima o dopo l'intervento di bypass aortocoronarico (CABG, Coronary Artery Bypass grafting).
La somministrazione di meloxicam a pazienti con malattie infiammatorie intestinali, ad esempio la malattia di Crohn oppure colite ulcerosa, può provocare un peggioramento della patologia di base.

## Interazioni
Il meloxicam può ridurre l'effetto dei diuretici e di altri farmaci antiipertensivi. Il farmaco può determinare un innalzamento del livello plasmatico del litio, la cui concentrazione va pertanto monitorata in corso di trattamento. Anche la secrezione tubulare del metotrexato può essere ridotta con conseguente aumento delle concentrazioni plasmatiche di quest'ultimo. La somministrazione concomitante di meloxicam e anticoagulanti, eparina, clopidogrel o ticlopidina aumenta il rischio di emorragie gastrointestinali.
La tossicità renale associata a trattamenti con ciclosporina può essere aumentata dall'uso concomitante di meloxicam, probabilmente per un effetto mediato dalle prostaglandine renali.